# 米特尔比伯拉赫
米特尔比伯拉赫，或意译作中比伯拉赫，是德国巴登-符腾堡州的一个市镇。总面积23.68平方公里，总人口4095人，其中男性2015人，女性2080人（2011年12月31日），人口密度173人/平方公里。